# Reset – Wie weit willst du gehen?
Reset – Wie weit willst du gehen? ist ein Science-Fiction-Mehrteiler von Isa Prahl und Eoin Moore aus dem Jahr 2024. Die sechsteilige Adaption der kanadischen Serie Plan B handelt von einer Mutter, die mit der Hilfe der Zeitreise-Agentur „Plan B“ in die Vergangenheit reist, um den Suizid ihrer Tochter zu verhindern. Die Hauptrollen sind mit Katja Riemann, Hannah Schiller, Thomas Loibl und Paul Ahrens besetzt. Reset wurde am 7. März 2024 in der ZDF-Mediathek veröffentlicht und ab dem 11. März 2024 im ZDF gesendet.

## Folgen

### Staffel 1
Die erste und bisher einzige Staffel der Miniserie besteht aus sechs Folgen mit jeweils rund 44 Minuten. Für die TV-Erstausstrahlung im ZDF am 11., 13. und 14. März 2024 wurden sie zu drei Doppelfolgen zusammengefasst.
| Nr. (ges.) | Nr. (St.) | Originaltitel           | Erstausstrahlung D |
| --- | --------- | ----------------------- | ------------------ |
| 1 | 1         | Sturmtief               | 11. März 2024      |
| Floriane „Flo“ Bohringer ist seit 10 Jahren die Moderatorin einer feministischen Morningshow und hat eine glückliche Liebesbeziehung mit ihrem Kollegen Milan. Für ihr Privatleben bleibt wenig Zeit. Ihre 15-jährige Tochter Luna, von deren Problemen sie wenig weiß, pendelt zwischen ihrer Wohnung und der ihres Ex-Mannes Jens eine Etage über ihr hin und her. Dort wohnen auch ihr älterer Sohn Carlo und Kathi, die neue Partnerin des Ex-Manns. Flo engagiert sich für ein Frauenhaus, um dessen Unterstützung durch einen Berliner Senator sie sich bemüht. Als Flo eines Abend nach Hause kommt, liegt Luna leblos auf ihrem Bett. Aus Liebeskummer hat sie Suizid begangen. Die verzweifelte Flo erhält von einer Unbekannten einen Hinweis auf die Firma „Plan B“, die Zeitreisen ermöglicht. Sie entscheidet sich für eine Reise einige Tage zurück, um Lunas Tod zu verhindern. |           |                         |                    |
| 2 | 2         | Überleben               | 11. März 2024      |
| Flo fragt sich, ob sie trotz ihrer Karriere als vielbeschäftigte Talkshow-Moderatorin auch ihrer Tochter Luna ausreichend zur Seite stehen kann. Sie probiert vorsichtig, einige Dinge anders anzugehen als in ihrem „ersten Leben“, was Folgen mit sich bringt, von denen sie überrascht wird. So bekommt sie die Schläge von Lunas Freund Pasqual ab, die zuvor ihrer Tochter galten. Die Anzeige, die sie daraufhin erstattet hat, zieht sie auf Lunas Bitte wieder zurück und lädt Pasqual sogar zum Essen ein. Außerdem versucht sie, ein besseres Verhältnis zwischen Luna und ihrem Bruder Carlo zu erreichen. Doch noch immer durchlebt Luna depressive Phasen. |           |                         |                    |
| 3 | 3         | Konkurrenz              | 13. März 2024      |
| Als Luna mit einer schweren Depression in eine Klinik eingewiesen wird, startet Flo Bohringer eine zweite Zeitreise, die etwa ein halbes Jahr weiter in die Vergangenheit zurückgeht als die erste. Zuvor hatte Flo herausgefunden, dass Lunas Niederlage bei einem Turnwettkampf der Auslöser dafür war, dass diese sich von ihren Turnfreundinnen entfremdet hat. Deshalb versucht Flo, Luna für eine Theatergruppe zu begeistern, wo der Wettkampfgedanke nicht so präsent ist. Als Flo für ihre Radiosendung einen Preis erhält, nimmt sie ihre beiden Kinder und ihren Ex-Mann mit nach Hamburg. Während sie mit ihrem Ex-Mann Intimitäten austauscht, gehen die beiden Kinder noch aus. Dabei verliert Carlo aber Luna aus den Augen und ruft deshalb seine Eltern zu Hilfe. Flo findet ihre Tochter in einem Darkroom bei gewalttätigen Intimitäten mit einem Fremden. Auf ihre Vorwürfe hin bricht Luna zusammen. |           |                         |                    |
| 4 | 4         | Kein Morgen             | 13. März 2024      |
| Flos Ex-Mann und dessen Frau nehmen Luna mit auf eine Italien-Reise, wo sie sich zunächst sehr wohl fühlt. Als sie sich aber unglücklich verliebt, wird sie erneut depressiv. Nach der Rückkehr muss sie deshalb in eine Klinik. Zuvor hatte Flo in ihrer Radio-Show einem Berliner Senator vorgeworfen, dass er finanzielle Mittel für den Frauenschutz kürzen will, obwohl dies noch gar nicht öffentlich bekanntgemacht wurde. Mit ihrem Wissen aus der Zukunft stellt sie ihn öffentlich als Lügner hin. Sie wird deshalb gefeuert und eine Kollegin übernimmt die Show. Obwohl Flos Beziehung mit ihrem Kollegen sehr glücklich verläuft und auch ihr Sohn Carlo eine nette Freundin gefunden hat, entscheidet sich Flo für eine dritte Reise in die Vergangenheit, nunmehr 10 Jahre zurück zum Tag von Lunas Schulanfang. Im Unterschied zum ersten Mal nimmt sie sich die Zeit und begleitet Luna ins Klassenzimmer zu ihrer ersten Schulstunde. Als Luna wenig später wegen eines schlechten Traums ins Schlafzimmer ihrer Eltern kommt, bringt sie sie auch nicht wie beim ersten Mal zurück in ihr Kinderzimmer, sondern lässt sie im Eltern-Bett weiterschlafen. Als ihr die Leitung der neuen Radioshow übertragen wird, lehnt sie dies ab.                                                |           |                         |                    |
| 5 | 5         | Das Leben neu schreiben | 14. März 2024      |
| Flo geht ihr Leben nunmehr grundlegend anders an. Sie begleitet Luna nach ihrem Schulanfang auch die nächsten Tage mit ins Klassenzimmer, bis ihre Tochter ihr sagt, dass das nicht mehr notwendig sei. Als Luna von Flos Mutter einen Kinderküchenherd geschenkt bekommt, kritisiert Flo das zwar, akzeptiert es jedoch. Flo bewegt ihre Mutter zugleich dazu, mehr Zeit mit ihrer Familie zu verbringen. Flo begleitet ihren Sohn zum Training und sagt ihrem Mann, wie sehr sie ihn braucht und liebt. Eine zufällige Begegnung mit ihrem potentiellen Liebhaber aus den „ersten Leben“ führt sie nicht weiter. Es gelingt ihr, Luna davon abzubringen, ihre Freundinnen zu schlagen und ihr zu mehr Selbstbewusstsein zu verhelfen. Als Flos Mutter einen Herzinfarkt hat, sucht sie kein Pflegeheim für sie, sondern pflegt sie bei sich zu Hause. Um das zu schaffen, gibt sie sogar ihre Arbeit im Frauenschutzhaus auf. Als die Oma stirbt, tröstet Flo ihre schreiende Tochter. Und als ihrem Mann vorgeworfen wird, er hätte eine Studentin sexuell belästigt, steht sie ihm zur Seite. Schließlich weiß sie, dass der Vorwurf ungerechtfertigt ist, was sich tatsächlich auch in diesem Leben als zutreffend erweist.                                                                       |           |                         |                    |
| 6 | 6         | Mama                    | 14. März 2024      |
| Flo bekommt einen Hustenanfall und lässt sich von ihrer Ärztin durchchecken. Dabei stellt sich heraus, dass sie an einer Form von Blutkrebs leidet. Dies ist die Folge einer Erkrankung am Pfeiferschen Drüsenfieber, mit dem sie sich einst bei ihren Kindern angesteckt hatte. In ihren vorigen Leben kam es nicht zu dieser Übertragung, weil sie da aufgrund einer Dienstreise ihre Kinder nicht selbst betreuen konnte. Luna erzählt ihr, dass sie trotz Chemotherapie in wenigen Monaten sterben wird, bevor ihr bezahlter „Plan B“ beendet ist. Denn diesmal hat Luna für einen „Plan B“ gezahlt. In ihrem vorigen Leben, in dem ihre Mutter starb, wurde sie erfolgreiche Köchin in einem Sterne-Restaurant. Nun ist sie in der Zeit zurückgereist, um ihre Mutter und deren Ärztin zu einer Stammzellentransplantation zu bewegen, die gegenwärtig noch in der experimentellen Erprobung ist. Leider erweist sich, dass hierfür weder ihre Stammzellen noch die ihres Bruders geeignet sind. Flo akzeptiert ihren unausweichlichen Tod, weil sich endlich gezeigt hat, dass sie Luna tatsächlich vor den Depressionen und dem Suizid retten konnte. Im letzten Moment findet sich doch noch ein Stammzellenspender, aber ob die Therapie ihr tatsächlich das Leben retten wird, bleibt offen. |           |                         |                    |

## Produktion und Drehort
Die Serie wurde in der Zeit vom 25. April 2023 bis 31. Juli 2023 in Berlin gedreht.

## Kritik
Reinhard Prahl von serienjunkies.de lobt für die ersten beiden Episoden die berührende und tiefsinnige Geschichte um eine erfolgreiche Frau, deren Tochter Suizid begeht, und die filmische Umsetzung eines komplizierten Eltern-Kind-Beziehungsgeflechts sowie der Themen Frauenrechte und Feminismus.
Für Eric Leimann von Prisma.de belebt die Serie das „ausgeschlachtete“ Zeitreise-Genre neu, obwohl er die eigentliche Prämisse um eine Zeitreise-Firma „etwas albern“ findet. Die Geschichte sei spannend und habe trotz des schweren Themas einen heiteren Subtext. Sie erzähle von „der zwangsläufigen Vergänglichkeit unserer familiären Lebenszustände und Beziehungen“ und „dass man sich ein Leben lang um die eigenen Kinder sorgt“. Er stellt die Schauspielleistung von Katja Riemann als überzeugend und preiswürdig heraus und lobt auch die Leistung der übrigen Hauptdarsteller.
Bei Film-Rezensionen.de vergibt Oliver Armknecht 8 von 10 Punkten für einen „ungewohnt starken Beitrag im öffentlich-rechtlichen Fernsehen“ zu „menschlichen Geschichten“ und hält fest, dass die genretypische Zeitreise-Thematik nur am Rande behandelt wird, zugunsten alltäglicher Themen wie der Auseinandersetzung mit den eigenen Lebensentscheidungen, Geschlechterrollen und komplexen Beziehungen. Allerdings fänden die aufgeworfenen Fragen keine eindeutigen Antworten.
Für Jan Freitag von DWDL.de ist die Serie „grundstabile Fernsehunterhaltung“ mit „fast philosophischem Tiefgang“. Dargestellt werde eine „Selbst- und Fremdoptimierungsgesellschaft, in der Tiger-Moms wie Flo ihre Kinder nach eigenem Antlitz gestalten, als seien es Modellbausätze“, und die Mutter Flo zunächst als flotte Powerfrau und dann „als heterofeministisches Heiligenbild dreier Generationen“. Er findet, Reset halte uns „den Spiegel einer Reproduktionsökonomie vor, in der Kinder vornehmlich Reflexionsflächen urbaner Eltern auf verordneter Augenhöhe sind.“
Rainer Tittelbach von tittelbach.tv urteilt: ein „filmisch vorzügliches“, vielschichtiges Familiendrama mit einem Science-Fiction-Motiv, mit „Augenmerk auf psychische Erkrankungen bei Teenagern und komplexe Familienstrukturen“ und großartigen Schauspielern. Das Drehbuch entwickle „ein raffiniertes Genrekonstrukt, mit wahrhaftigen Charakteren, die voller Leben sind und vor Lust und Selbsthass nur so strotzen“.

## Verweise
- Reset – Wie weit willst du gehen?  bei crew united
- Reset – Wie weit willst du gehen? bei IMDb